# Лас Ломас (Сан Хуан де лос Куес)
Лас Ломас (шп. Las Lomas) насеље је у Мексику у савезној држави Оахака у општини Сан Хуан де лос Куес. Насеље се налази на надморској висини од 845 м.

## Становништво
Према подацима из 2010. године у насељу су живела 2 становника.

### Хронологија
| Година       | 2000      | 2005 | 2010 |
| ------------ | --------- | ---- | ---- |
| Становништво | 4 (2 / 2) | 1    | 2    |

### Попис
| # | Индикатор                     | Вредност |
| - | ----------------------------- | -------- |
| 1 | Укупно домаћинстава           | 1        |
| 2 | Укупно насељених домаћинстава | 1        |
| 3 | Величина локације             | 1        |